# Kastav Film Festival
Kastav film festival je međunarodni filmski festival koji se održava u ljetnim mjesecima u gradu Kastvu u Hrvatskoj. Festival je pokrenut 2009. godine. Projekt potiče otvaranje javnog prostora i slobodu izražavanja osiguravanjem prikazivanja svih pristiglih radova, bez selekcije.

## Povijest
Krajem 2008. godine, grupa studenata i studentica s Kulturalnih studija u Rijeci istraživala je mogućnosti stvaranja eksperimentalnih kulturnih projekata temeljenih na slobodi izražavanja, suradnji i nehijerarhijskoj strukturi. Odmah u početku počeo se nametati projekt filmskog festivala koji bi se bavio javnim prostorom i slobodnim prikazivanjem svih radova, neovisno o statusu autora/autorice, kvaliteti produkcije, žanru i tematici.
Početkom 2009. godine dodatno je utvrđena jezgra projekta, prikupljena su financijska sredstva i određen je termin izvedbe. Kao mjesto izvođenja projekta odabran je Kastav. Priprema izvedbe bila je otežana zbog tadašnjih velikih studentskih prosvjeda na kojima je bio angažiran gotovo cijeli organizacijski tim. Unatoč tome, prvo izdanje Kastav Film Festivala proglašeno je uspjehom, te su započeli pregovori o mogućnostima kontinuiranog održavanja ove manifestacije.
2010. održano je 2. izdanje festivala, koje je donijelo poboljšanja u tehničkom smislu. Broj prijavljenih filmova bio je znatno povećan u odnosu na prvu godinu. Treće izdanje festivala obilježeno je predstavljanjem Manifesta, koji je napokon odredio okvir djelovanja i konačan izgled projekta. Manifest je polučio velik interes u nezavisnoj međunarodnoj sceni, što je dovelo i do većeg broja radova prijavljenih iz europskih i svjetskih zemalja. 4. Kastav Film Festival uveo je nove sadržaje za publiku u obliku glazbenih nastupa, a pojačana je i suradnja s lokalnom zajednicom. Na posljednjem izdanju prikazano je oko 120 filmova u 3 dana i na 3 lokacije.

## Manifest
Manifest festivala iz 2011. koji određuje okvir djelovanja sastoji se od sljedećih točaka:
1. svi/e mogu prijaviti filmove
2. moraju se prikazati svi primljeni filmovi bez obzira na format i temu
3. ne smije se cenzurirati i selektirati filmove
4. javni prostor, kao opće dobro, mora biti na raspolaganju svima
5. sve projekcije moraju biti besplatne
6. ne prihvaćamo formu filmskih festivala
7. negiramo filmske autoritete i ukidamo usustavljene filmske norme
8. institucije moći nemaju pravo odlučiti tko će biti autor/ica + svi/e mogu snimiti film i javno ga prikazati
9. ako se ne ispune sva pravila, festival prestaje postojati
10. ne odgovaramo za prikazani sadržaj

## Lokacije
S obzirom na to da je nemoguće predvidjeti broj i trajanje prijavljenih filmova, broj lokacija varira svake godine. Sva četiri dosadašnja izdanja festivala izvodila su se na lokacijama Gradska loža i Trg Fortica. Gradska loža, najveći prostor takvog tipa na Kvarneru, povijesno je mjesto na kojem su se od 16.st. održavale javne rasprave i okupljanja građanstva. Trg Fortica smješten je u sklopu nekadašnjeg bastiona, a danas je u funkciji gradskog parka. S njega se pruža jedan od najljepših pogleda na Kvarner. Osim ovih lokacija, korišteni su i prostor galerije Atelje Lokvina, te terasa ispred Bačvarskog muzeja. Visoka razina fleksibilnosti izvedbe projekta omogućava otvaranje novih lokacija po potrebi.

## Vanjska poveznica
- Službena stranica Arhivirana inačica izvorne stranice od 27. veljače 2013. (Wayback Machine)
- Facebook stranica